# Teatro nacional de Rangún
El Teatro nacional de Rangún se localizado en la ciudad de Rangún, y constituye el teatro nacional de Birmania (Myanmar). El teatro se utiliza para programas de intercambio cultural con otros países, para talleres departamentales, ceremonias religiosas, ceremonias de entrega de premios, la realización de concursos de arte, y para espectáculos musicales. El teatro fue construido con la ayuda de la República Popular de China. La construcción comenzó el 3 de junio de 1987 y terminó el 30 de enero de 1991. Del costo total de 215,47 millones de kyats, el gobierno chino contribuyó con 150 millones de kyats y el lado birmano aportó el resto.